# Coralliodrilus abjornseni
Coralliodrilus abjornseni är en ringmaskart som först beskrevs av Wilhelm Michaelsen 1907.  Coralliodrilus abjornseni ingår i släktet Coralliodrilus och familjen glattmaskar. Inga underarter finns listade i Catalogue of Life.